# Carré de soie
ne pas confondre avec un carré en soie, accessoire vestimentaire
 (décembre 2011).
Si vous disposez d'ouvrages ou d'articles de référence ou si vous connaissez des sites web de qualité traitant du thème abordé ici, merci de compléter l'article en donnant les références utiles à sa vérifiabilité et en les liant à la section « Notes et références ».
Le Carré de Soie est un quartier à cheval entre Villeurbanne et Vaulx-en-Velin dans la métropole de Lyon. Il correspond à un quartier limité à l'ouest par le Boulevard périphérique de Lyon, au nord par le Canal de Jonage, au Sud par la route de Genas, et à l'est par l'avenue Roger-Salengro. S'il existait déjà un quartier de La Soie, l'appellation Carré de Soie est par contre relative au projet de réhabilitation du quartier au début du XXIe siècle.

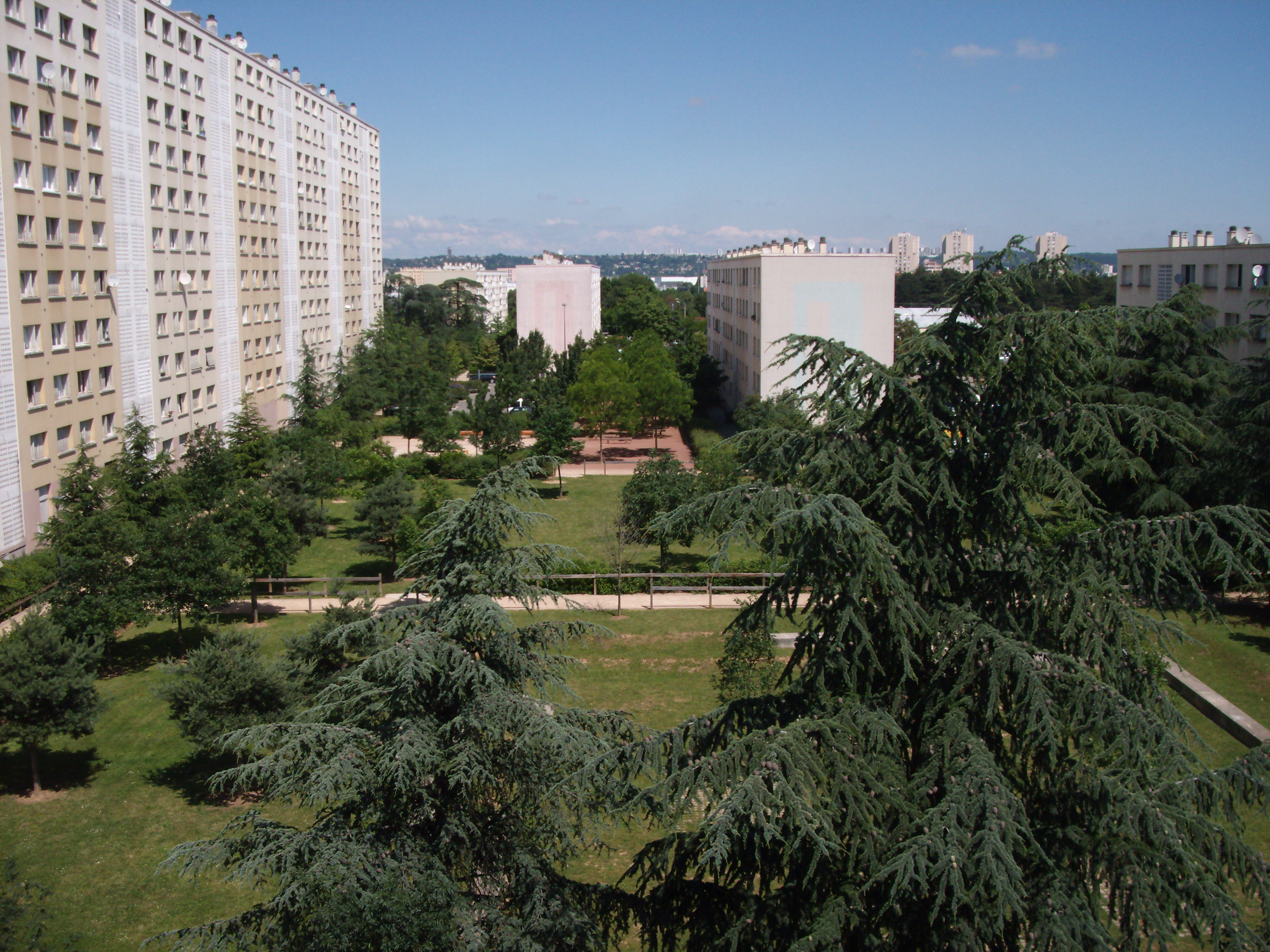
Au sein du Carré de Soie, le quartier Bel-Air a bénéficié en 2009 d'une réhabilitation comprenant la création d'espaces verts.

## Histoire
Historiquement, c'est un quartier très industriel de l'est lyonnais où étaient présentes de nombreuses usines textiles traitant la soie (la soie artificielle en particulier à l'usine T.A.S.E. de Vaulx-en-Velin), d'où le nom du quartier. Cette ancienne usine est en 2011 un des lieux de la Biennale d'art contemporain de Lyon.

## Le renouveau du quartier
Le quartier fait l'objet d'un vaste projet de réhabilitation orchestré par le Grand Lyon. Les usines désaffectées ont été détruites et laissent place à différents projets :
- La création d'un pôle multimodal de transports en commun avec l'arrivée de la ligne de tramway LEA-T3 en décembre 2006 et de l'ouverture du prolongement de la Ligne A du métro de Lyon le 2 octobre 2007 pour offrir une correspondance avec le tramway, 6 lignes de bus passent aussi dans ce pôle multimodal tout neuf : les lignes 16, 52, 64, 68, 82, Zi3 et la ligne directe Eurexpo. Cela permet de rejoindre le quartier de La Part-Dieu en 11 minutes par le tramway et la Presqu'île (Lyon) en 14 minutes par le métro (pour Hôtel de Ville - Louis Pradel). La ligne de tramway Rhônexpress fait aussi un arrêt à Vaulx-en-Velin La Soie depuis août 2010, cela permet de rejoindre l'Aéroport Lyon-Saint-Exupéry en 20 minutes. Le quartier a donc un positionnement optimal en termes de déplacement en transports en commun.
- Il existe aussi un Parc Relais pour les transports depuis le printemps 2010.
- Un pôle de loisirs et de commerces qui réunit un centre commercial de 60 000 m2 avec de nombreux grands magasins (plus de 50 magasins) et un pôle de loisirs. Il y a une dizaine de cafés-restaurants, un multiplex de cinéma et une surface alimentaire de 4 000 m2 . Celui-ci conjugue, par un jeu d’interactions, une programmation sportive, culturelles et festives ainsi qu’une offre commerciale puissante diversifiée et cohérente avec l’univers des loisirs familiaux. Carré De Soie, ouvert le 1er avril 2009, marque la naissance d’un nouveau concept. Ce pôle de loisirs est aussi constitué de l'hippodrome de Lyon La Soie, qui a été détruit puis reconstruit en même temps que le centre commercial (Les deux sont liés par une passerelle au-dessus de l'avenue de Bohlen). L'hippodrome permet des courses de nuits grâce à 11 mâts d'éclairage[1] qui illumine les pistes de Trot et de Galop. Au centre de l'hippodrome, un centre de loisirs géré par l’UCPA propose des activités autour de l'équitation, principalement pour les enfants. On note aussi la présence d'un skate parc, d’un terrain de Beach soccer, d’une aire de jeux pour les enfants et de 4000m2 d’espaces verts. Facilement accessible en voiture avec son parking gratuit de 1800 places, il est aussi très pratique d’y venir en transports en commun situé à 15 min du centre-ville de Lyon (Métro A, Tramway lignes T3 / T7, Rhône Express, Bus TCL).
- Un pont doit être construit dans le long de la rue de la poudrette au-dessus du canal de Jonage pour rejoindre les parties peuplées de Vaulx-en-Velin, il sera réservé aux modes doux et est conçu dans le cadre de l'aménagement des berges du canal de Jonage. Une consultation est en cours pour l'aménagement des berges.
- De nombreux sites industriels désaffectés ont été démolis, ce qui laisse à disposition de nombreuses friches prêtes à de nouvelles constructions. Les projets de construction s'étalent entre 2010 et 2016 pour aboutir à une création de 12 000 emplois et une augmentation des habitants de 15 000 personnes.[réf. nécessaire]
- Le siège régional de Veolia environnement est en construction depuis 2012.
- Le siège social national d'Adecco a été livré en 2016[2].
- Un grand parc paysager de 5 000 m2 a été construit en 2017, le parc Jorge Semprum, situé côté Villeurbanne.[Passage à actualiser]
- En 2023, le quartier voit ouvrir une salle de spectacle La Rayonne avec une capacité de 1000 places modulables, portée par l'association le CCO[3],[4].

## Projet Woopa
Woopa est un projet immobilier  environnemental issu du mouvement coopératif. Le projet regroupe deux espaces : bureaux et logements sociaux. Le tout sur 20 000 m2 dont 11 000 m2 pour la partie bureau. Woopa est une vitrine du mouvement coopératif  et du développement durable.

### Historique
La construction de Woopa a débuté en mai 2010. Ce bâtiment est né d'une volonté de construire une vitrine du mouvement coopératif et de la finance éthique.
Il a été réalisé grâce à la réunion de 12 associés des acteurs de coopératives spécialisées dans l'ingénierie du bâtiment, les services bancaires, le logement social et la distribution de produits biologiques qui ont formé la SCI Pôle Carré de Soie.
Il se situe à Vaulx-en-Velin la Soie, sur une zone de friche industrielle, et se veut renforcement de l'accessibilité à l'est de l'agglomération lyonnaise (2006-2007 : T3 et métro A), construction du pôle commercial et de loisirs Carré de soie (octobre 2009).

### Architectes
Le projet a été mené par l’architecte Thomas Rau (Amsterdam) en collaboration avec les cabinets d’architecture Soho (Lyon) et ITF (Chambéry).

### Caractéristiques techniques
Woopa est un bâtiment à énergies positives conçu pour produire plus d'énergies primaires qu'il n'en consomme et ainsi avoir des émissions faible de CO2 répondant aux normes de 2050 en matière de rejet de gaz carboniques.
La conception prend en compte l'approche bioclimatique : minimiser les besoins et assurer un confort thermique grâce à une excellente isolation, l'optimisation des surfaces vitrées, un triple vitrage. Pour répondre à ses objectifs, Woopa intègre :
- de nombreux panneaux solaires, 150 m2, qui assurent la production d'eau chaude pour les logements ainsi que des panneaux photovoltaïques 1 500 m2
- deux types de chaudière à bois et à cogénération à huile qui permettent d'assurer le chauffage et la production d'électricité
- une dalle active inerte qui passe sous le bâtiment et émet de la chaleur grâce à la circulation de l'eau intérieure mais permet le « rafraîchissement » en utilisant la nappe phréatique.

Les systèmes utilisent les énergies renouvelables qui ont été développées pour s'intégrer au mieux au concept du bâtiment : la coopération et le développement durable. La mutualisation des systèmes de production d'énergie et de consommation d'énergie permet de consommer moins.
Le bâtiment est conçu pour accueillir plusieurs entreprises issues du milieu coopératif dans un même bâtiment espace bureau.